# Bob-Weltmeisterschaft 1973
Die 29. Bob-Weltmeisterschaft fand 1973 in Lake Placid in den Vereinigten Staaten statt. Die WM wurde bereits zum vierten Mal in Lake Placid ausgetragen. Der deutsche Bob mit Wolfgang Zimmerer und Peter Utzschneider gewann die Zweierkonkurrenz, im Viererwettbewerb lag der Bob Schweiz I vorne.

## Ergebnisse

### Zweierbob
10./11. Februar 1973
| Platz | Land | Sportler                               | Zeit (min) |
| ----- | ---- | -------------------------------------- | ---------- |
| 1     | FRG  | Wolfgang Zimmerer / Peter Utzschneider | 4:28,77    |
| 2     | SUI  | Hans Candrian / Heinz Schenker         | 4:31,15    |
| 3     | ROM  | Ion Panțuru / Dumitru Focșeneanu       | ...        |

### Viererbob
17./18. Februar 1973
| Platz | Land  | Sportler                                                                    | Zeit (min) |
| ----- | ----- | --------------------------------------------------------------------------- | ---------- |
| 1     | SUI I | René Stadler, Werner Camichel, Erich Schärer, Peter Schärer                 | 4:22,05    |
| 2     | AUT   | Werner Delle Karth, Walter Delle Karth jun., Hans Eichinger, Fritz Sperling | 4:23,57    |
| 3     | FRG   | Wolfgang Zimmerer, Stefan Gaisreiter, Walter Steinbauer, Peter Utzschneider | 4:23,78    |

## Medaillenspiegel
| Platz | Land           | Gold | Silber | Bronze | Gesamt |
| ----- | -------------- | ---- | ------ | ------ | ------ |
| 1     | Schweiz        | 1    | 1      | 0      | 2      |
| 2     | BR Deutschland | 1    | 0      | 1      | 2      |
| 3     | Österreich     | 0    | 1      | 0      | 1      |
| 4     | Italien        | 0    | 0      | 1      | 1      |